# Dopolavoro Borletti 1938-1939
Questa voce raccoglie le informazioni riguardanti il Dopolavoro Borletti, nelle competizioni ufficiali della stagione 1938-1939.

## Stagione
- Serie A: 1ª classificata[1] su 9 squadre . Campione d'Italia  (4º titolo)

## Roster
- Cesare Canetta
- Enrico Castelli
- Ezio Conti
- Alfredo Garavaglia
- Camillo Marinone
- Mario Novelli
- Sergio Paganella
- Mino Pasquini

Allenatore Giannino Valli.